# Emblema (mozaïek)

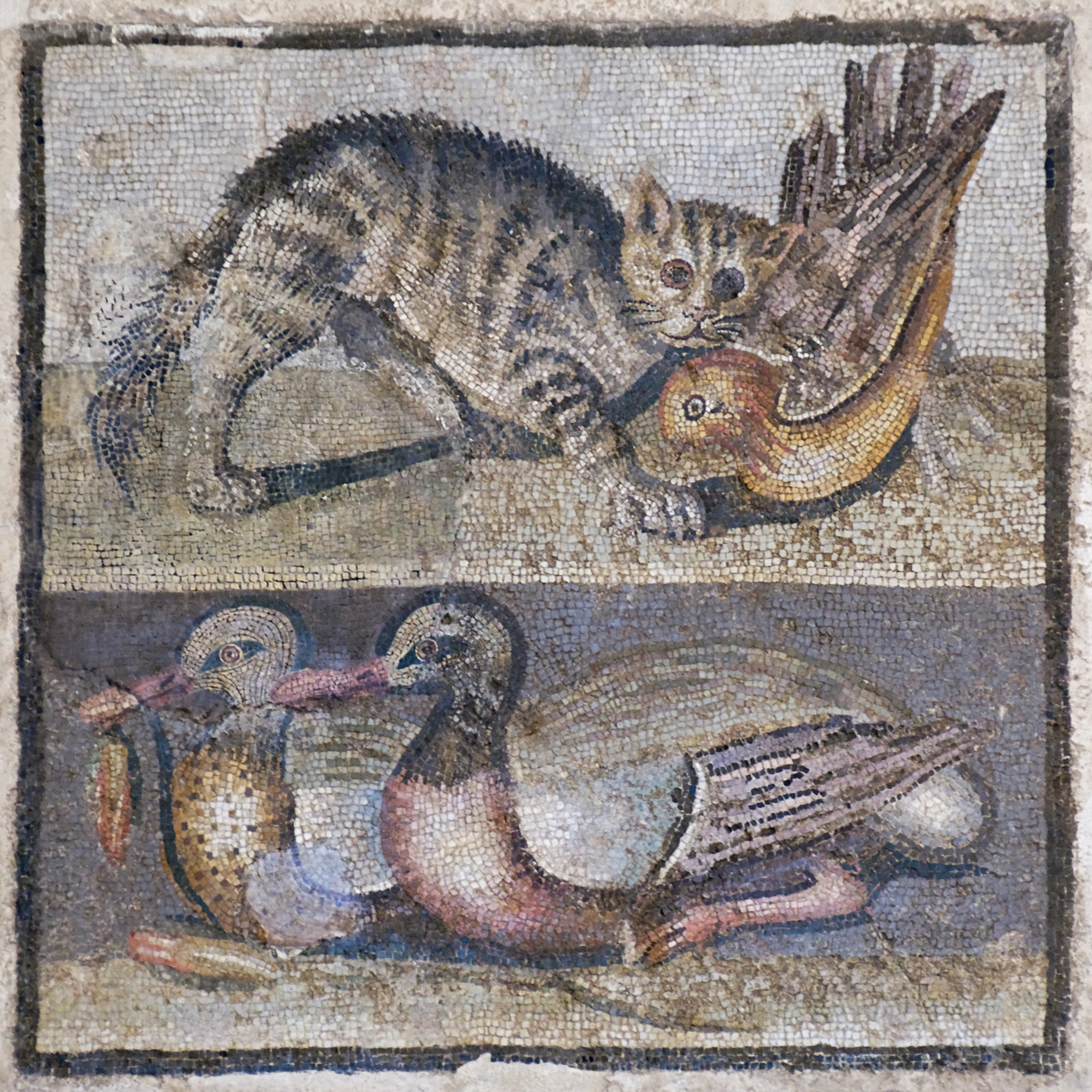
Emblema van een vloermozaïek met dieren, 1e helft van de 1e eeuw v.Chr., Museo Nazionale Romano – Palazzo Massimo alle Terme

Een emblema (meervoud: emblemata, van Grieks ἔμβλημα "het ingezette") is een centraal motiefstuk in een groter Hellenistisch of Romeins mozaïek.
Meestal is de afbeelding in een emblema figuratief, maar soms worden ook objecten afgebeeld. Dit werk werd meestal in de opus vermiculatum-techniek uitgevoerd, met golvende lijnen en heel kleine mozaïeksteentjes ofwel tesserae, die over het algemeen kleiner dan 4 mm zijn. De emblemata werden door kunstenaars in werkplaatsen gemaakt, terwijl de rest van het mozaïek, dat uit grotere tesserae bestond, op locatie door handwerklieden werd gelegd.
De eerste emblemata verschenen rond 200 v.Chr. en vanaf de 3e eeuw werden deze vrijwel niet meer gemaakt.